# 아가보디 1세
아가보디 1세(싱할라어: අග්ගබෝධි ෧, 505년 ~ 598년 9월 12일)는 아누라다푸라 왕국 모리야 왕조의 제13대 군주였다. 그는 그의 사촌 마하 나가의 뒤를 이어 아누라다푸라 국왕이 되었고 그의 조카 아가보디 2세가 왕위를 계승했다.

## 같이 보기
- 스리랑카의 역사